# Каменское (Криворожский район)
Каменское (укр. Кам'янське) — село,
Златоустовский сельский совет,
Криворожский район,
Днепропетровская область,
Украина.
Основано в качестве еврейской земледельческой колонии.
Код КОАТУУ — 1221882403. Население по переписи 2001 года составляло 33 человека.

## Географическое положение
Село Каменское находится на левом берегу реки Каменка, выше по течению на расстоянии в 2 км расположено село Новогригоровка, ниже по течению на расстоянии в 3,5 км расположено село Катериновка (Апостоловский район), на противоположном берегу — село Златоустовка.